# Sulcacis
Sulcacis is een geslacht van kevers in de familie houtzwamkevers (Ciidae). De wetenschappelijke naam van het geslacht werd in 1917 gepubliceerd door Charles Dury.

## Soorten
- S. affinis (Gyllenhal, 1827)
- S. bidentulus (Rosenhauer, 1847)
- S. curtulus (Casey, 1898)
- S. fronticornis (Panzer, 1809)
- S. japonicus (Nobuchi, 1960)
- S. lengi Dury, 1917
- S. nobuchii Kawanabe, 1997